# Bougnon
Bougnon ist eine Gemeinde im französischen Département Haute-Saône in der Region Bourgogne-Franche-Comté.

## Geographie
Bougnon liegt auf einer Höhe von 280 m über dem Meeresspiegel, etwa neun Kilometer nordnordwestlich der Stadt Vesoul (Luftlinie). Das Dorf erstreckt sich im zentralen Teil des Departements, auf dem Plateau östlich der Talniederung der Scyotte, zwischen dem Flusstal der Saône im Westen und dem Becken von Vesoul im Osten.
Die Fläche des 9,18 km² großen Gemeindegebiets umfasst einen Abschnitt im Bereich der leicht gewellten Landschaft östlich des Saônetals. Von Nordosten nach Südwesten wird das Gebiet von der Talniederung der Scyotte durchquert, welche für die Entwässerung zur Saône sorgt. Die Talaue weist eine Breite von maximal 500 m auf und liegt durchschnittlich auf 250 m. Flankiert wird das Tal auf seiner Ostseite von einem Plateau, das eine Höhe von 280 m erreicht. Hier herrscht landwirtschaftliche Nutzung vor. Die östliche Grenze wird durch die Waldung des Bois du Chanoi markiert. Nach Nordosten erstreckt sich das Gemeindeareal über das Tälchen des Ruisseau de Trépoux bis auf die bewaldete Kuppe des Grand Bois. Mit 345 m wird hier die höchste Erhebung von Bougnon erreicht. Westlich des Scyotte-Tals reicht der Gemeindeboden in die hügelige Landschaft der Grands Bois, welche die Überleitung zum Tal der Saône bildet. In geologisch-tektonischer Hinsicht besteht das Gelände aus einer Wechsellagerung von sandig-mergeligen und kalkigen Sedimenten der unteren Jurazeit (Lias).
Nachbargemeinden von Bougnon sind Provenchère im Norden, Auxon und Pusy-et-Épenoux im Osten, Charmoille und Grattery im Süden sowie Port-sur-Saône und Villers-sur-Port im Westen.

## Geschichte
Erstmals urkundlich erwähnt wird Bougnon im Jahr 1242. Im Mittelalter gehörte das Dorf zur Freigrafschaft Burgund und darin zum Gebiet des Bailliage d’Amont. Zusammen mit der Franche-Comté gelangte Bougnon mit dem Frieden von Nimwegen 1678 definitiv an Frankreich. Das Gehöft von Vaurenaud gehörte ursprünglich dem Malteserorden. Heute ist Bougnon Teil des Gemeindeverbandes Terres de Saône.

## Sehenswürdigkeiten
Die Dorfkirche Saint-André von Bougnon zeigt gotische Stilelemente, wurde aber im 18. Jahrhundert teilweise neu erbaut. Zu den weiteren Sehenswürdigkeiten zählen ein Herrschaftssitz, der heute als Landwirtschaftsbetrieb dient, der Rundbrunnen (1885) auf der Place de la Frôterie und mehrere weitere Brunnen.

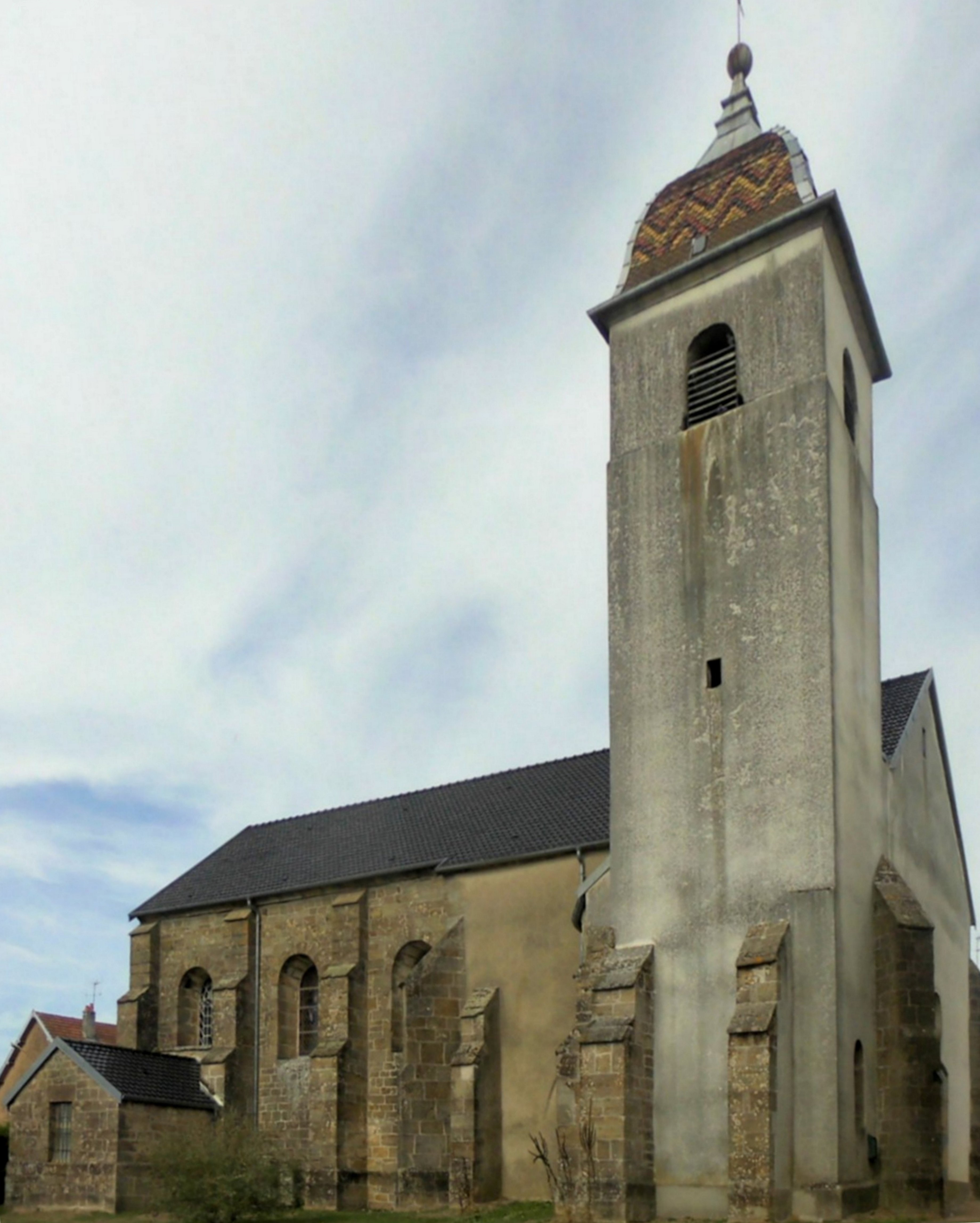
Kirche Saint-André
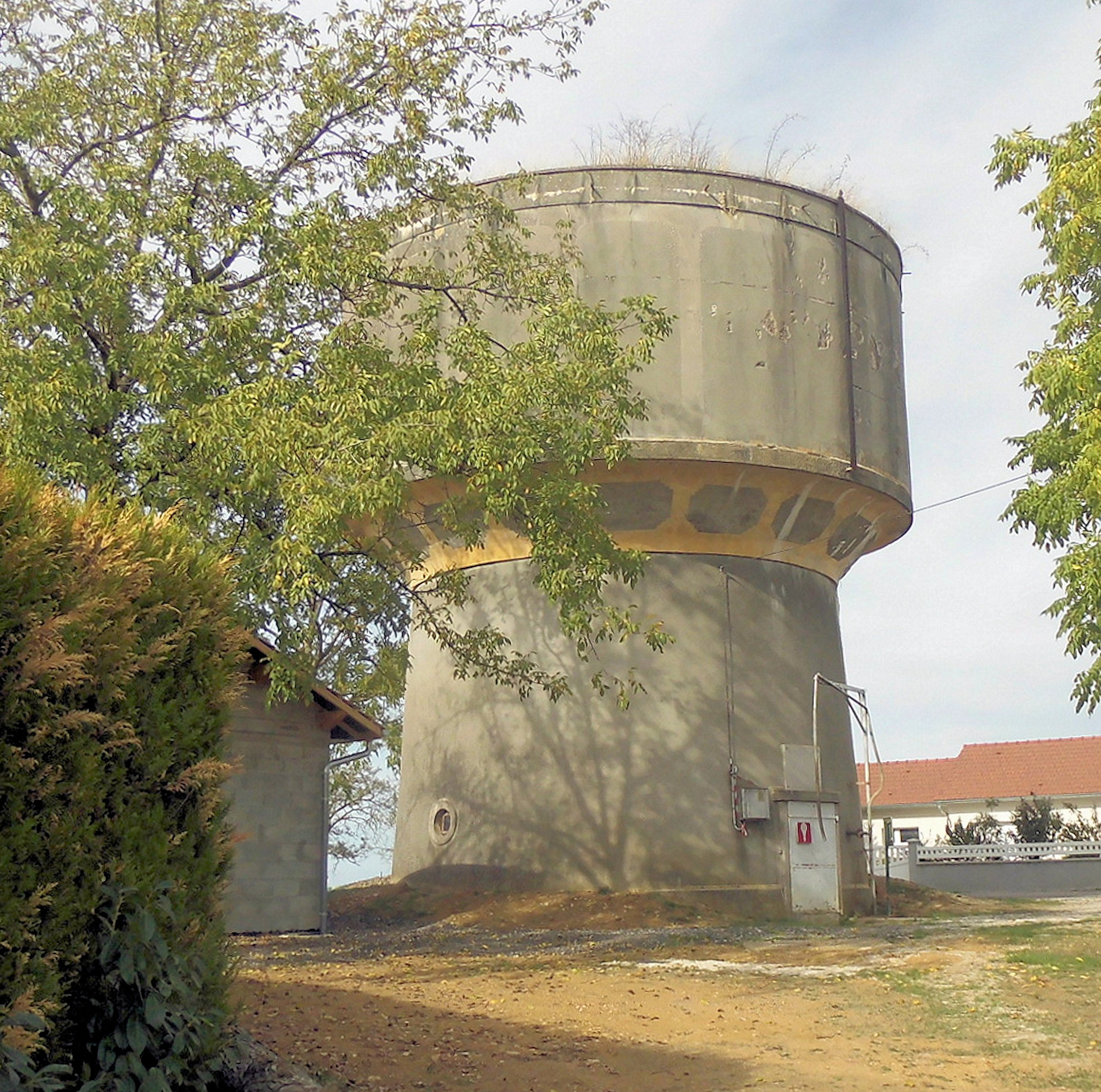
Wasserturm

## Bevölkerung
| Jahr                       | 1962 | 1968 | 1975 | 1982 | 1990 | 1999 | 2010 | 2020 |
| Einwohner                  | 230  | 228  | 228  | 388  | 385  | 442  | 504  | 514  |
| Quellen: Cassini und INSEE |      |      |      |      |      |      |      |      |

Mit 501 Einwohnern (1. Januar 2022) gehört Bougnon zu den kleineren Gemeinden des Départements Haute-Saône. Nachdem die Einwohnerzahl in der ersten Hälfte des 20. Jahrhunderts deutlich abgenommen hatte (1881 wurden noch 393 Personen gezählt), wurde seit Mitte der 1970er Jahre wieder ein kräftiges Bevölkerungswachstum verzeichnet. Seither hat sich die Einwohnerzahl verdoppelt.

## Wirtschaft und Infrastruktur
Bougnon war bis weit ins 20. Jahrhundert hinein ein vorwiegend durch die Landwirtschaft (Ackerbau, Obstbau und Viehzucht) und die Forstwirtschaft geprägtes Dorf. Heute gibt es verschiedene Betriebe des lokalen Kleingewerbes, vor allem in den Branchen Nahrungsmittelindustrie und Baugewerbe. In den letzten Jahrzehnten hat sich das Dorf zu einer Wohngemeinde gewandelt. Viele Erwerbstätige sind deshalb Wegpendler, die in der Agglomeration Vesoul ihrer Arbeit nachgehen.
Der Ort liegt abseits der größeren Durchgangsachsen an einer Departementsstraße, die von Vesoul nach Faverney führt. Weitere Straßenverbindungen bestehen mit Grattery, Port-sur-Saône, Provenchère, Pusy und Auxon.